# Thomas Holland (obispo)
Thomas Holland (Southport, Lancashire, 11 de junio de 1908-Mánchester, 30 de septiembre de 1999) fue un obispo católico británico. Obispo de Salford (1964-1983).

## Biografía
Nacido en Southport en 1908, fue ordenado sacerdote el 18 de junio de 1933 por la archidiócesis de Liverpool. Fue nombrado obispo coadjutor de Portsmouth y obispo titular de Etenna el 31 de octubre de 1960. Su consagración al episcopado tuvo lugar el 21 de diciembre de 1960 en la catedral de St John en Portsmouth; el consagrador principal fue el arzobispo John King de Portsmouth, y los co-consagradores principales fueron el obispo George Dwyer de Leeds (más tarde arzobispo de Birmingham) y el obispo John Healy de Gibraltar.
Participó en las cuatro sesiones del Concilio Vaticano II, celebradas entre 1962 y 1965. El 16 de octubre de 1963, Holland se convirtió en el primer obispo en participar desde el pleno del Concilio lo que más tarde se establecería como el Sínodo de los Obispos. Fue miembro de la subcomisión para el Nuevo Testamento dentro del estudio del shema De fontibus (sobre las Fuentes).
El 3 de septiembre de 1964, Holland fue nombrado obispo de la diócesis de Salford.
Se retiró el 22 de junio de 1983 y asumió el título de obispo emérito de Salford. Murió el 30 de septiembre de 1999, a los 91 años.